# Sibiriskt snöfår
Sibiriskt snöfår eller asiatiskt snöfår (Ovis nivicola) är en art i släktet får som förekommer i nordöstra Sibirien.

## Kännetecken
Djuret når en kroppslängd mellan 140 och 160 centimeter och därtill kommer en cirka 10 centimeter lång svans. Mankhöjden ligger mellan 95 och 110 centimeter och vikten mellan 60 och 120 kilogram. Pälsen har under sommaren en gråbrun färg och under vinter blir den ullig med ljusbrun färg. De främre extremiteterna är mörkbruna och vid stjärten finns en ljusare fläck. Fårets nos är vitaktig och står i kontrast till den övriga pälsen. Öronen är små. Horn finns hos bägge kön men dessa är tydligt mindre än hos tjockhornsfåret. Hannarnas horn vrider sig bakåt och blir upp till 90 centimeter långa. Honor har tydligt mindre horn som bara har en liten böjning.

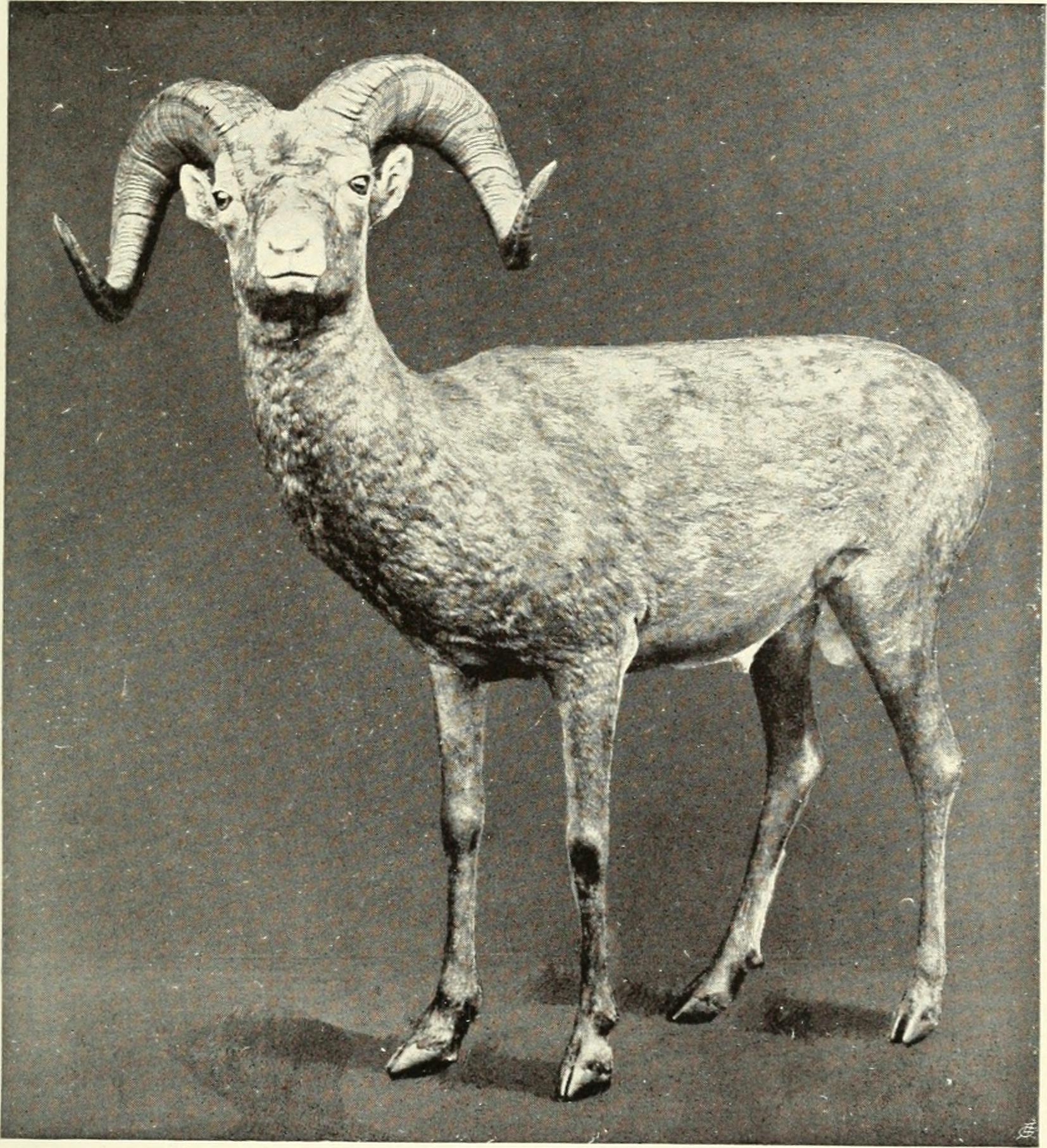
Hane
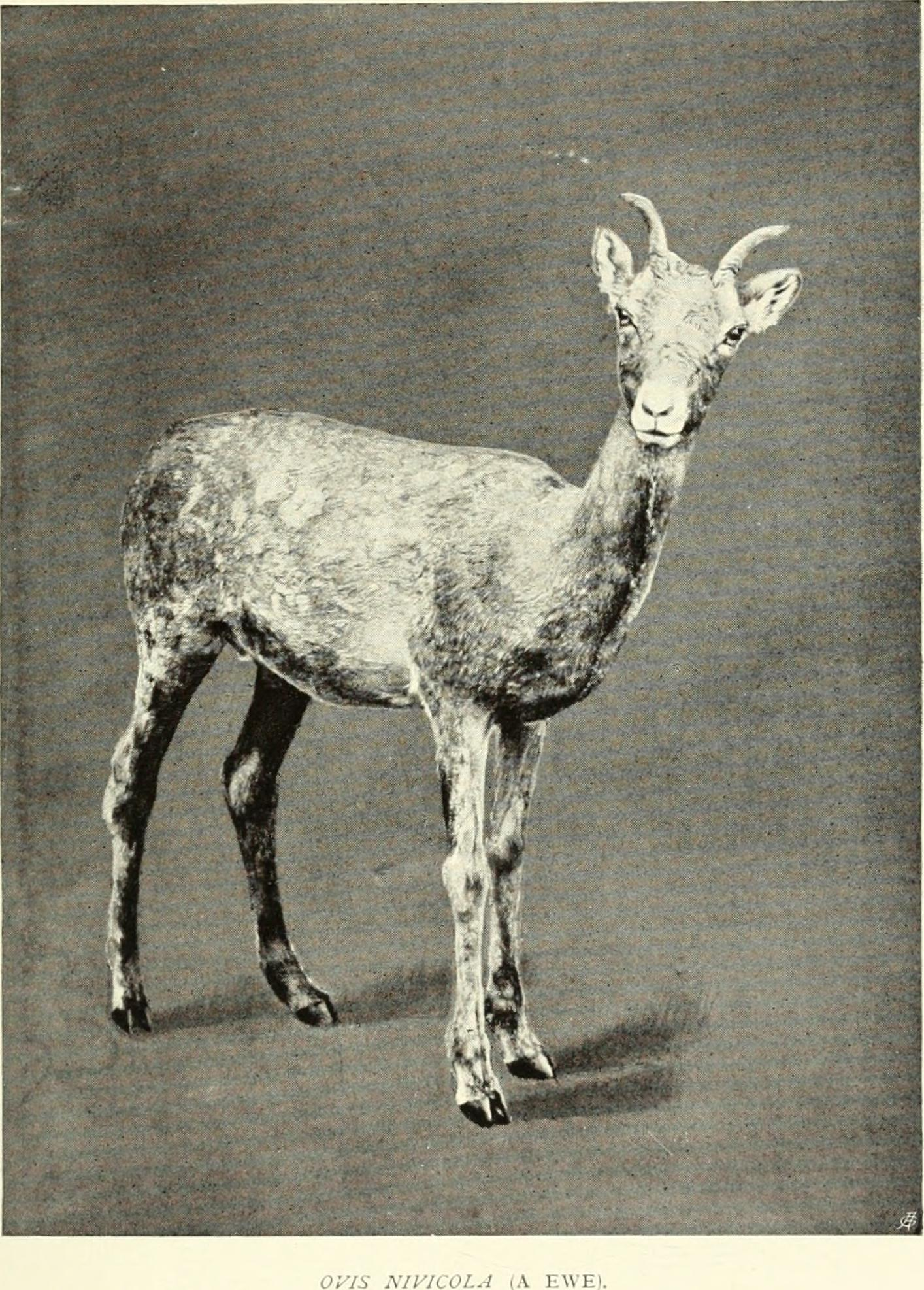
Hona

## Utbredning och systematik
Sibiriskt snöfår är en av fem arter i släktet Ovis. Dess närmaste släktingar är tjockhornsfåret och amerikanskt snöfår.
Antalet underarter är omstridd. För närvarande erkänns 5 underarter.[källa behövs] Underarten O. n. borealis lever i Putoranabergen. De andra underarterna lever öster om floden Lena fram till Tjuktjerhalvön och Kamtjatka. 

## Ekologi
Sibiriskt snöfår förekommer i bergiga trakter och har god klätterförmåga. De lever i flockar som vanligen är uppdelade efter kön. Hangrupperna är hierarkiska vilken även spelar roll under parningstiden då dominanta djur har företräde. Hierarkin baseras på hornens storlek och utifrån strider, då djuren springer med sänkt huvud och slår hornen mot varandra.
Som växtätare lever de främst gräs och lav.
Efter dräktigheten, som varar i ungefär 8,5 månader föder honan vanligen en unge. Efter 4 till 6 månader sluter honan att ge di. Honor blir könsmogna efter 2 år och hannar efter 5 år. Medellivslängden är 9 år.

## Status och hot
Arten hotas på grund av jakt men IUCN kategoriserar ändå  djuret som livskraftig (LC). Däremot kategoriseras underarten i Putoranabergen som sårbar (VU).